# Urospora nemertis
Urospora nemertis is een soort in de taxonomische indeling van de Myzozoa, een stam van microscopische parasitaire dieren. Het organisme komt uit het geslacht Urospora en behoort tot de familie Urosporidae. Urospora nemertis werd in 1845 ontdekt door von Kolliker.